# 茅陽一
茅 陽一（かや よういち、1934年5月18日 - ）は、日本の環境工学者。東京大学名誉教授。専門はエネルギー環境システム工学。日本における地球温暖化問題の第一人者。工学博士。
地球環境産業技術研究機構理事長。元ローマクラブ本部会員。IPCC国内連絡会座長。

## 経歴
北海道札幌市生まれ。物理学者・茅誠司の長男。天文学者・木村栄の孫。化学者・茅幸二の兄。
麻布中学校・高等学校を経て、1957年東京大学工学部電気工学科卒業。東大紛争では学生委員を務めたこともある。1962年東京大学大学院博士課程修了。
東京大学講師、東京大学助教授を経て、1978年東京大学工学部電気工学科教授。1993年から1994年まで電気学会会長。1995年に定年退官し東京大学名誉教授。
同年より慶應義塾大学大学院政策・メディア研究科教授。1998年より地球環境産業技術研究機構副理事長兼研究所長。2011年（公財）地球環境産業技術研究機構理事長。通産省の総合資源エネルギー調査会会長などを歴任し、日本のエネルギー政策に貢献。1996年、原子力委員会によって設置された原子力政策円卓会議のモデレーターに就任。2002年に「フォーラム・エネルギーを考える」の代表に就任し、2007年には「『原子力立国・ニッポン』を世界から見る」と題したシンポジウムを開催した。地球を考える会のメンバーであり、地球を考える会の分科会であるエネルギー・原子力政策懇談会（旧称・原子力ルネッサンス懇談会）のメンバーも務める。また、二酸化炭素回収・貯留技術 (CCS) にも力を注いでいる。

## 業績
地球温暖化対策で活動し茅恒等式を提唱、二酸化炭素を出さない原子力発電の重要性を強調している。大気中の温室効果ガスを一定に保つためには核融合や宇宙太陽光発電の研究を今から取り組む必要があると指摘している。核燃料サイクル政策については、再処理はコストに見合わないというレポートがマサチューセッツ工科大学やハーバード大学によって報告され、アメリカの核不拡散政策とも絡んだ問題があることに対して、新しい戦略が必要との認識を示している。環境とエネルギーの関係について効率性を重要視しており、分散型電源の実用化を目指している。

## 著書・共編著
- 『現代社会とエネルギー』東京大学出版会 1983
- 『世界モデルに未来をよむ』三田出版会 1990
- 『日本のエネルギー・デザイン―環境・原子力・社会』茅陽一監修、政策科学研究所編集、東洋経済新報社 1998
- 『環境・エネルギーそして旅』新書判、日本電気協会新聞部 2006

## 監訳
- ドネラ・メドウズほか『限界を超えて 生きるための選択』ダイヤモンド社 1992、ISBN 9784478870273